# Drikkedåse
En drikkedåse er en standardiseret genanvendelig dåse, fremstillet af enten aluminium eller stål, til at indeholde drikkevarer. Den kan indeholde f.eks. øl, sodavand, mineralvand, energidrik eller cider, og forekommer i flere forskellige størrelser, almindeligvis  mellem 20 og 100 centiliter. Når indholdet er drukket, kan den tomme dåse afleveres til genanvendelse, og i nogle lande gøres dette via et pantsystem, hvor drikkedåsen afleveres i en pantautomat.

## Historie
I 1930’erne besluttede man sig for at tappe øl i dåser, efter at have haft stor succes med at opbevare mad på denne måde. Man begyndte kort efter også at bruge det til sodavand, men da drikkevarerne begyndte at få en metalagtig smag, begyndte man bl.a. at lægge et tyndt lag plastik på indersiden. 
I starten blev øl og sodavand tappet i dåser meget lig dem man fx får tomatpure i i dag, man skulle altså bruge en dåseåbner for at åbne dåsen. Et par år senere udviklede man de såkaldte “cone tops”, som var en dåse, man åbnede med en flaskeåbner, ligesom en glasflaske. Cone tops var ikke nær så populære som de klassiske dåser, men eksisterede indtil de sene 1950’ere.
Dåser blev ikke rigtigt populære i starten. Selvom man prøvede, kunne man ikke få den metalliske smag til at forsvinde. Men man gav ikke op. Der var mange gode sider ved dåser. De fyldte og vejede ikke så meget som glasflasker, så de var nemme at transportere til butikkerne. Forbrugerne nød også ikke at skulle betale pant for dåsen (i starten skulle man ikke betale pant for dåser).
Først i 1959 fik Ermal Fraze en ide, der betød, at man nu ikke længere behøvede noget værktøj, for at åbne dåsen. Han opfandt en åbningsmekanisme, hvor man skulle hive i et stykke metal, som så hev et hul af, hvor man kunne drikke indholdet fra.
Det blev dog et stort problem, at man smed det afrevne metal på jorden eller i en skraldespand. Hvis man smed det på jorden gjorde det gaden beskidt og i begge tilfælde spildte man store mængder aluminium, der ikke blev genbrugt, da det blev hevet af og ikke afleveret med resten af dåsen.
Et stykke inde i 1970’erne løste Daniel F. Cudzik dog dette problem, da han opfandt den åbningsmekanisme vi kender i dag, hvor alt metallet bliver på dåsen og dermed bliver genbrugt.
16. august 1970 - Faxe Bryggeri sender som det første danske bryggeri en fadøl på dåse på markedet og får stor succes